# Axonolaimus odontophoroides
Axonolaimus odontophoroides är en rundmaskart som beskrevs av Benjamin G. Chitwood 1936. Axonolaimus odontophoroides ingår i släktet Axonolaimus och familjen Axonolaimidae. Inga underarter finns listade i Catalogue of Life.